# Neumonía intersticial descamativa
La neumonía intersticial descamativa es una enfermedad pulmonar crónica poco frecuente que se clasifica dentro del grupo de procesos llamados enfermedades pulmonares intersticiales de causa no conocida. Generalmente se asocia al consumo de tabaco y menos frecuentemente a enfermedades del colágeno. Aunque se llama neumonía, no guarda relación con las neumonías de origen infeccioso por bacterias o virus.

## Etiología
La causa no es conocida, pero tiene alguna relación con el tabaco, la mayor parte de los casos se producen en fumadores de más de 20 cigarrillos al día. 

## Clínica
Las enfermedades pulmonares intersticiales son un grupo variado de trastornos inflamatorios difusos de las vías aéreas inferiores causada por inflamación y fibrosis (cicatrización) de las paredes de los alveolos y engrosamiento del intersticio que los rodea. Tienen la tendencia de progresar hacia la pérdida progresiva de las unidades alveolocapilares funcionales causando dificultad respiratoria que evoluciona a insuficiencia respiratoria.
La neumonía intersticial descamativa es una forma de enfermedad pulmonar intersticial de causa no conocida. Las manifestaciones iniciales más frecuentes son tos y sensación de falta de aire (disnea). En la radiología de tórax y la tomografia axial computarizada pueden aparecer imágenes típicas que se llaman en vidrio deslustrado.

## Diagnóstico

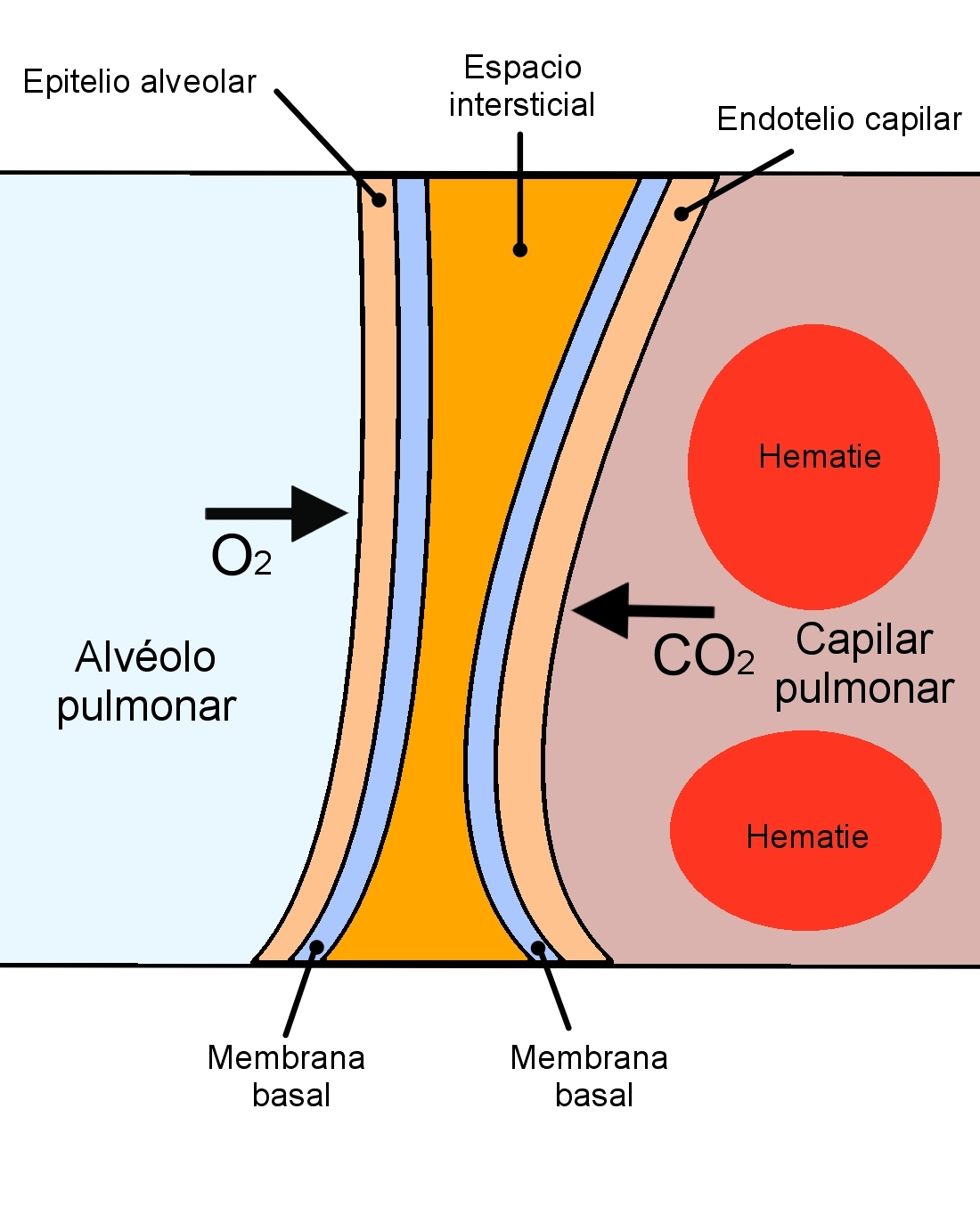
Esquema del espacio intersticial pulmonar normal.

El diagnóstico se sospecha por los síntomas, los antecedentes de tabaquismo intenso y las pruebas de imagen. Sin embargo para llegar al diagnóstico de certeza es preciso realizar una biopsia pulmonar. Las principales  alteraciones  anatomo-patológicas  se observan en las  estructuras  alveolo-intersticiales, es característica la presencia de abundantes macrófagos en los alveolos pulmonares y la existenicia de un infiltrado inflamatorio septal constituido por linfocitos, eosinófilos e histiocitos.

## Tratamiento
Al no tratarse de un proceso infeccioso como la neumonía común, la utilización de antibióticos no es útil. El tratamiento con corticoides produce una buena respuesta en las pacientes, aunque es posible que no evite la progresión del proceso. Es muy importante el abandono del hábito tabáquico. En algunos casos la evolución no es buena y es preciso un trasplante de pulmón.

## Pronóstico
La mayor parte de los pacientes evolucionan bien si abandonan el tabaquismo y realizan correctamente el tratamiento. La supervivencia a los 10 años del diagnóstico se estima en el 70%. 